# Filialkirche St. Leonhard im Bade

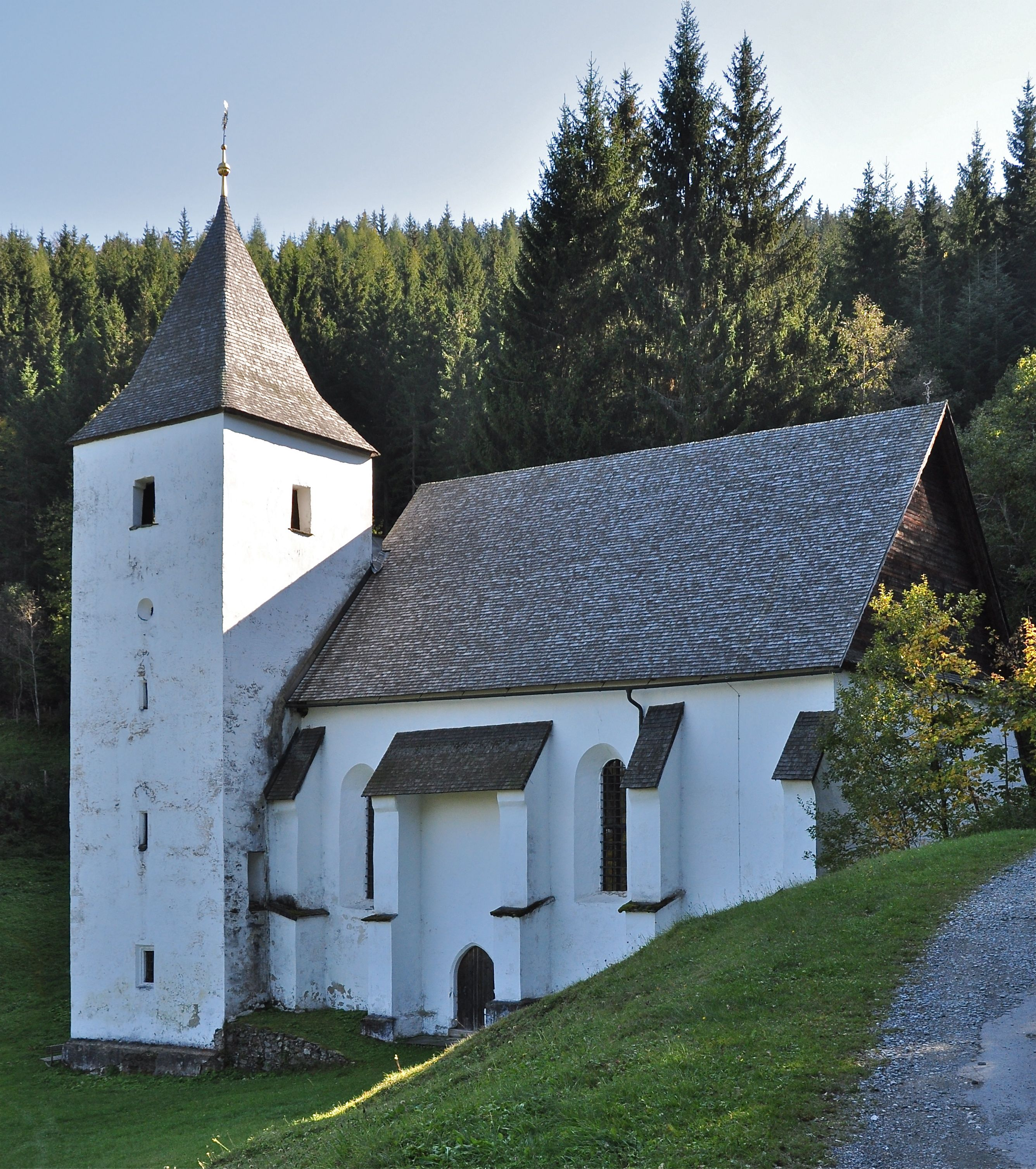

Die römisch-katholische Filialkirche St. Leonhard im Bade steht im Talschluss des Leonhardbaches in 1110 Meter Höhe im Weiler Benesirnitz in der Gemeinde Albeck im Bezirk Feldkirchen in Kärnten. Die hohe Qualität der Einrichtung des Gotteshauses lässt sich darauf zurückführen, dass St. Leonhard im Bade einst Sommersitz des Gurker Domkapitels war.

## Geschichte
Die Kirche wurde 1213 erstmals genannt. 1350 wird eine Filiale „Zu St. Leonhard beim guten Wasser“ erwähnt. Mitte des 18. Jahrhunderts wurde hier eine Missionsstation zur Bekehrung der Protestanten eingerichtet, die 1792 wieder aufgehoben wurde. Nach einem Brand wurde die Kirche 1808 wiederhergestellt.

## Bauwerk
Die Kirche ist in mehreren Bauphasen entstanden. Der eingezogene Chor aus der Mitte des 15. Jahrhunderts wird an der Ostwand zwischen zwei Strebepfeilern durch eine Stützmauer verstärkt. Das Langhaus aus der ersten Hälfte des 16. Jahrhunderts wird von zweifach getreppten Strebepfeilern gestützt. Es besitzt im Norden, Westen und Süden abgefaste Spitzbogenportale. Im nördlichen Chorwinkel steht ein massiver gotischer Turm mit Schallöffnungen und Pyramidendach.
Im breiten Langhaus wölbt sich eine Stichkappentonne über stark vortretenden Wandpfeilern. Das Gewölbe ist von einem Gratnetz mit einem Stern, Rosetten und Blüten im Scheitel überzogen. Die dreiachsige, kreuzgratgewölbte Westempore steht auf zwei Steinsäulen. Ein Kapitell ist floral geschmückt, das andere mit einfachen Reliefköpfen, wohl Baumeisterporträts, einem Wappen und einer Kartusche mit Steinmetzzeichen aus dem Jahre 1540. Am eingezogenen, sehr schmalen und spitzbogigen Triumphbogen ist unter der abbröckelnder Tünche die ursprüngliche Polychromie zu erkennen. Über dem zweijochigen Chor mit Fünfachtelschluss ruht auf Konsolen ein Netzrippengewölbe mit Schlusssteinen. Ein segmentbogiges, gekehltes Portal, vermutlich aus dem 16. Jahrhundert, führt  in die flachgedeckte Sakristei im Turm. Die spitzbogigen Chorfenster aus dem 15. Jahrhundert wurden teilweise vergrößert. Das Langhaus hat  große Rundbogenfenster. 1990 wurden im Chor gotische Wandmalereien entdeckt.

## Einrichtung

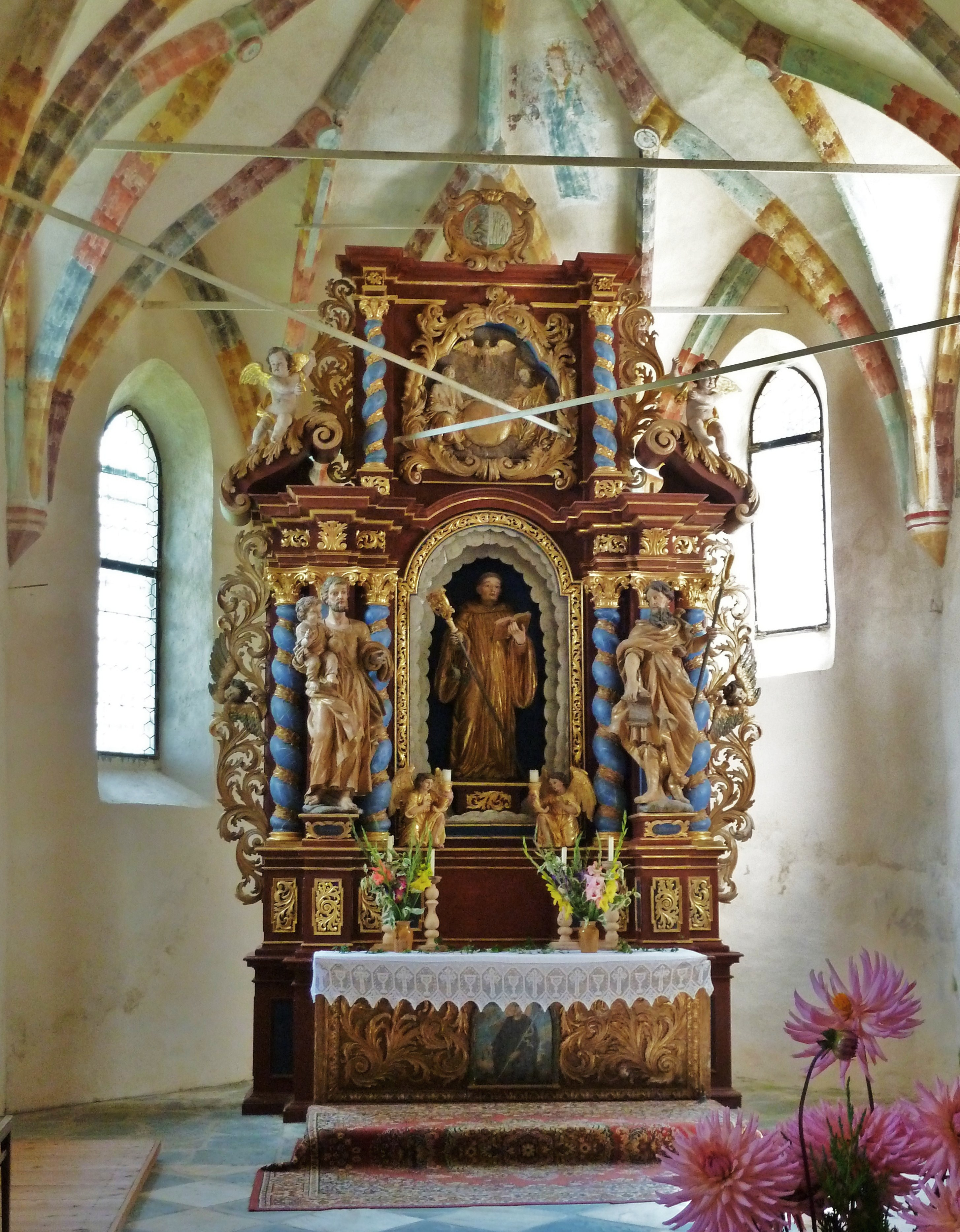
Hochaltar der kath. Kirche St. Leonhard im Bade

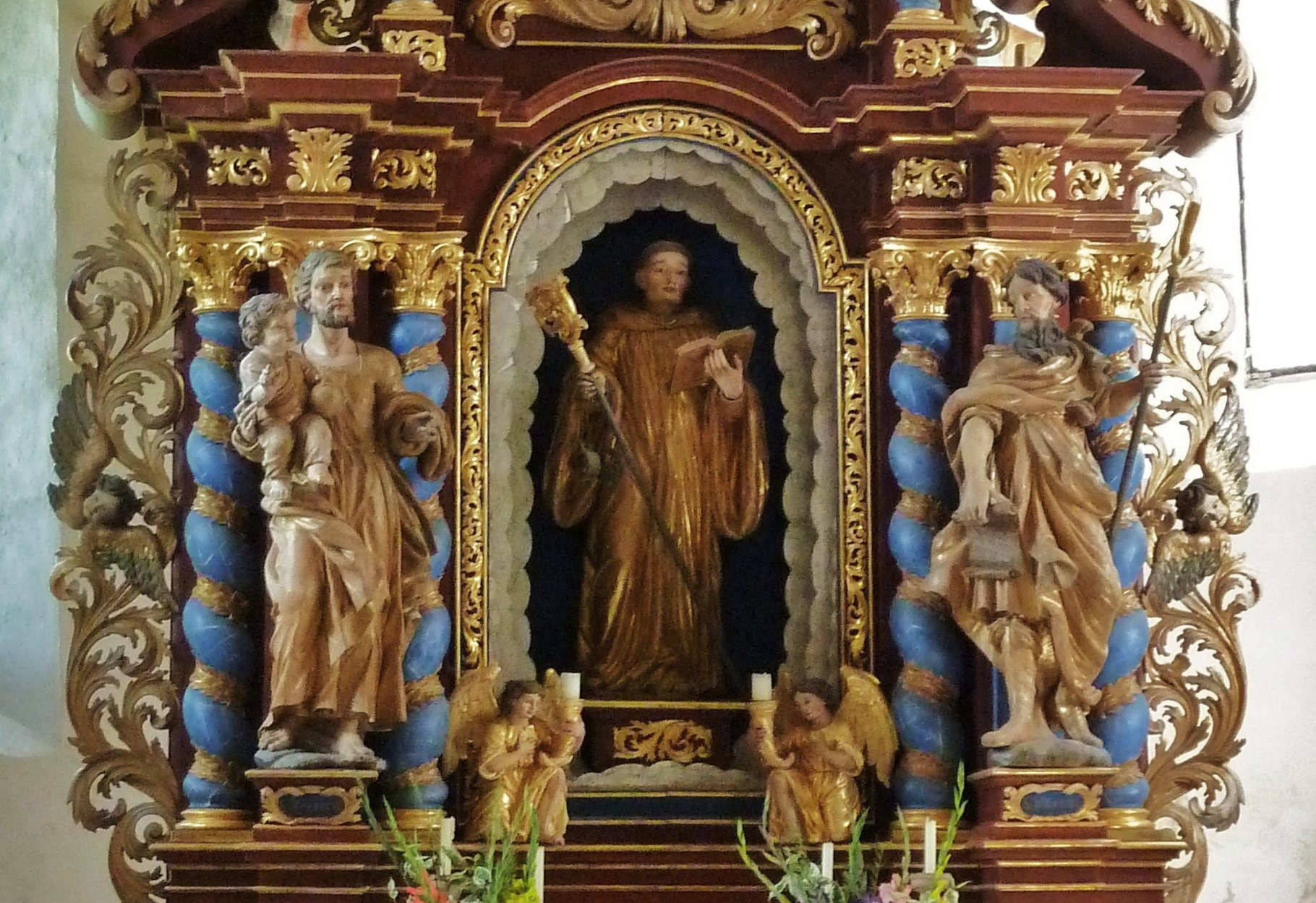
Teilansicht des Hochaltars mit den Heiligen Leonhard (Mitte). Christophorus (links) und Johannes dem Täufer (rechts)

Der barocke Hochaltar mit gedrehten Weinrankensäulen und verkröpftem Gebälk stammt vom Anfang des 18. Jahrhunderts. Den Mittelpunkt des Altars bildet die Figur des heiligen Leonhard, der von Christophorus und Johannes dem Täufer flankiert wird. Im Aufsatz ist im Relief die Heilige Dreifaltigkeit dargestellt. Der mit 1636 bezeichnete Tabernakel stammt von einem älteren Altar.
Der rechte Wandaltar aus der Mitte des 17. Jahrhunderts ist ein schlichter Ädikulaaltar mit Knorpelwerk.  Der Altar wurde nach der Rekonstruktion der ursprüngliche Schwarz-Gold-Fassung mit weißen Säulen 1995 wieder aufgestellt. Das Altarblatt zeigt den Apostel Andreas und eine Szene seines Martyriums im Hintergrund. Am Sockelbild ist Christus und die Samariterin am Brunnen dargestellt, im Aufsatzbild der heilige Leonhard.
Der linke Seitenaltar ist ein 1736 entstandenes Werk von Benedict Pläß. Der Wandaltar zeigt mit einer szenischen Skulptur das Pfingstfest in konchenförmiger Architektur.  Rechts ist die Statue des heiligen Wolfgang aufgestellt, die linke Figur fehlt. Das Aufsatzbild zeigt den triumphierenden Christus.
Der rechte Seitenaltar wurde ebenfalls 1736 von Benedikt Pläß gefertigt. Als Gegenstück zum linken Seitenaltar war hier eine szenische Skulptur der Verkündigung aufgestellt, die heute in Verwahrung ist.
Die Kanzel am rechten dritten Pfeiler stammt aus dem zweiten Vierten des 18. Jahrhunderts und wird Johann Pacher zugeschrieben. Am Kanzelkorb sitzen die vier Evangelisten, weiters sind in Kartuschen die Reliefdarstellungen des Guten Hirten sowie der Heiligen Maria Magdalena und Hieronymus angebracht. Am Schalldeckel sitzen Mose mit den Gesetzestafeln und die personifizierten Darstellungen der drei christlichen Tugenden. Ein Butzenfenster an der Südseite des Langhauses aus der Mitte des 15. Jahrhunderts stellt den heiligen Leonhard dar.